# Rahim Ademi
Rahim Ademi (Karače, 1954. január 30.) koszovói albán származású horvát tábornok.

## Élete
Ademi a Jugoszláv Szocialista Szövetségi Köztársaság (a mai Koszovó) Karače nevű falujában (ma Vučitrn része) született és nőtt fel. 1976-ban diplomázott a Jugoszláv Néphadsereg belgrádi katonai akadémiáján. Ezt követően a horvátországi Šibenik melletti Rogoznica helyőrségébe osztották be, ahol megnősült és két gyermeke született.
1986-ban a szarajevói katonai bíróság elítélte ellenforradalmi cselekmények és albán irredentizmus miatt, de másfél éves börtönbüntetése után a Legfelsőbb Katonai Bíróság egyetértett fellebbezésével, és felmentette. A következő éveket tisztként Sinjben töltötte egészen 1990-ig, amikor a horvátországi háború kitört, és elhagyta a Jugoszláv Néphadsereget, hogy segítsen létrehozni a horvát hadsereg alakulatait.
Hivatalosan 1991-ben csatlakozott a horvát belügyminisztériumhoz, majd a horvát függetlenségi harc idején a horvát hadsereg tagja lett. 1992 és 1993 között dandártábornokként horvát katonai egységeket irányított Sinj térségében, különösen a Peruća-gátért folyó harcokban. 1993-ban a Gospići Katonai Körzet alparancsnoki posztjára osztották be, de még abban az évben a vitatott Medaki zseb hadművelet után felmentették szolgálatából. Később a spliti katonai körzet alparancsnokaként szolgált, majd 1995-ben a Vihar hadműveletben elért eredményeiért dandártábornokká léptették elő. Ott maradt 1999-ig, amikor is a zágrábi fegyveres erők főfelügyelő-helyettesi posztjára osztották be.

## Büntetőpere
2001-ben a volt Jugoszláviával foglalkozó nemzetközi büntetőtörvényszék (ICTY) vádat emelt Ademi ellen a horvátországi szerbek ellen a Medaki zseb hadműveletben állítólagosan elkövetett emberiesség elleni bűncselekmények miatt. Kezdetben őrizetben volt, de később szabadon készíthette elő védekezését. 2005 novemberében az ICTY a befejezési stratégiájával összhangban a horvát igazságszolgáltatás elé utalta az Ademi-Norac-ügyet. A per 2007. június 18-án kezdődött a Zágráb Megyei Bíróság külön tanácsa előtt Marin Mrčela bíró elnökletével.
Ademi azt állította, hogy a horvát kormány nemzetközi nyomásra 1993-ban azért mentette fel Gospićban a szolgálat alól, hogy bűnbakká tegye Janko Bobetko, Mirko Norac és Mladen Markač helyett. Azt állította, hogy a törvényszék már 1998-ban is kihallgatását akarta, de a kormány nem engedte meg, hogy válaszoljon a kérdéseikre. 2008. május 30-án a zágrábi megyei bíróság felelősségre vonta a horvát csapatok által a Medaki zseb hadművelet során szerb foglyok ellen elkövetett atrocitások miatt. 2010 márciusában a horvát legfelsőbb bíróság helybenhagyta Ademi felmentő ítéletét. A 2014–2015-ös elnökválasztás kampányában Ademi Ivo Josipović koordinátoraként dolgozott.

## Fordítás
Ez a szócikk részben vagy egészben  a   Rahim Ademi című angol Wikipédia-szócikk ezen változatának fordításán alapul.  Az eredeti cikk szerkesztőit annak laptörténete sorolja fel. Ez a jelzés csupán a megfogalmazás eredetét és a szerzői jogokat jelzi, nem szolgál a cikkben szereplő információk forrásmegjelöléseként.